# فوبلو
فوبلو (به ایتالیایی: Fobello) یک کومونه در ایتالیا است که در استان ورسلی واقع شده‌است.

## خصوصیات
فوبلو ۲۹٫۳ کیلومترمربع مساحت و ۲۴۶ نفر جمعیت دارد و ۸۸۰ متر بالاتر از سطح دریا واقع شده‌است.